# I Get Lonely
"I Get Lonely" es una canción de la cantante estadounidense Janet Jackson de su sexto álbum de estudio, The Velvet Rope (1997). Fue escrita por, Jimmy Jam y Terry Lewis y el esposo de Jackson, René Elizondo Jr. Fue lanzado el 24 de febrero de 1998 por Virgin Records como el tercer sencillo del álbum. La canción se aleja del estilo característico de Jackson de crossover dance-pop y R&B contemporáneo hacia un ambiente puro de R&B y soul. La letra expresa la soledad y el deseo de un amante distanciado. Una versión remezclada de la canción contó con la participación del grupo estadounidense de R&B Blackstreet.
"I Get Lonely" se convirtió en el decimoctavo éxito consecutivo de Jackson en el top ten del Billboard Hot 100 de Estados Unidos, estableciendo un récord como la única artista femenina en la historia en lograr esa hazaña. La canción recibió un premio BMI Pop a la "Canción más reproducida" y una nominación al premio Grammy a la Mejor interpretación vocal femenina de R&B, y más tarde se incluyó en el segundo álbum de grandes éxitos de Janet, Number Ones (2009). Su vídeo musical, dirigido por Paul Hunter, recibió una recepción positiva por su abundante atractivo sexual.